# Будинок, де мешкав Платон Порецький
Будинок, де мешкав Платон Порецький або Будинок, де жив П. С. Порецький — пам'ятка історії місцевого значення у Жовіді.

## Історія
Рішенням виконкому Чернігівської обласної ради народних депутатів від 26.06.1989 № 130 будинку надано статус «пам'ятник історії місцевого значення» з охоронним № 3242 під назвою «Будинок, де жив відомий математик П. С. Порецький (1846—1907 роки)». На будівлі встановлено інформаційну дошку.

## Опис
Будинок збудований наприкінці ХІХ століття. Одноповерховий, дерев'яний будинок.
У будинку останні роки життя (1889—1907 роки) провів російський астроном, математик Платон Порецький.
1977 року на будинках встановлено меморіальну дошку (мармур, 0,4х0,5 м).